# DOI (identyfikator cyfrowy)

Logo DOI

DOI (ang. Digital Object Identifier – cyfrowy identyfikator dokumentu elektronicznego) – identyfikator dokumentu elektronicznego, który w odróżnieniu od identyfikatorów URL nie zależy od fizycznej lokalizacji dokumentu, lecz jest do niego na stałe przypisany. Organem zarządzającym systemem DOI jest Międzynarodowa Fundacja DOI (IDF), organizacja non-profit utworzona w 1998 roku.
Twórcą tego systemu i właścicielem znaku towarowego DOI jest International DOI Foundation. Instytucja ta definiuje DOI jako:
cyfrowy identyfikator dla dowolnego przedmiotu własności intelektualnej, którego zadaniem jest stałe identyfikowanie dowolnych obiektów własności intelektualnej w sieciach cyfrowych w powiązaniu z aktualnymi danymi na jego temat.
Typowym przykładem zastosowania DOI jest identyfikowanie elektronicznych wersji publikacji naukowych. Znając numer DOI publikacji, można za pomocą specjalnych baz danych łatwo znaleźć miejsce w Internecie, skąd tę publikację można aktualnie pobrać. Numer DOI może jednak otrzymać również na przykład całe czasopismo naukowe, rozdział w książce, plik multimedialny czy program komputerowy.
DOI korzysta z opracowanego przez CNRI standardu o nazwie Handle System, który umożliwia nadawanie dowolnym obiektom unikatowego identyfikatora, skorelowanego z wpisem w bazie danych na temat tego obiektu. Identyfikatory DOI otrzymały w ramach Handle System przedrostek 10. W Handle System składowane są wszelkie metadane zarejestrowanych w tym systemie identyfikatorów DOI, choć bazy danych zbiorów identyfikatorów mogą być również rejestrowane przez inne instytucje lub firmy.

## Format DOI
Identyfikatory DOI są ciągami znaków ASCII. Składają się z dwóch części: przedrostka i końcówki.
Przykład:
10.1000/182
gdzie:
10.1000 to przedrostek, w którym znaki 10. informują, że mamy do czynienia z identyfikatorem DOI, a .1000 – to numer przypisany do wydawcy (Publisher ID)
182 to końcówka, która jest przypisana do określonego dzieła (Item ID).
Długość przedrostka i końcówki może być dowolna i oprócz cyfr mogą one także zawierać inne znaki ASCII.
Publisher ID jest przypisywany wydawcom, którzy zdecydowali się zarejestrować i korzystać z systemu DOI przez jedną z agencji mającą do tego prawo. Item ID – jest nadawany przez samego wydawcę, który musi zagwarantować, że będzie on unikatowy dla każdego publikowanego przez niego dzieła. Item ID może, ale nie musi być numerem katalogowym dzieła pochodzącym z innych systemów rejestrowania np. może to być numer ISBN, ISSN czy wewnętrzny numer katalogowy wydawcy.

## Metadane i dostęp do nich
System DOI oprócz rejestrowania i gromadzenia samych identyfikatorów umożliwia też wydawcom dodawanie do bazy wielu dodatkowych informacji, takich jak aktualny adres URL, pod którym można znaleźć kopię dzieła, informacje o twórcach, cenie, dostępności, dacie wydania, krótkiego opisu zawartości dzieła itd.
Wydawcy korzystający z systemu mogą w każdej chwili zmieniać i aktualizować metadane wydanych przez siebie dzieł. Dane te są publicznie dostępne, dzięki czemu na ich podstawie można tworzyć rozmaite wtórne bazy danych, na podstawie których można oferować różnorodne usługi. Na przykład księgarnia internetowa może łatwo wykorzystać metadane DOI do automatycznej aktualizacji cen i dostępności oferowanych przez siebie e-booków.
System DOI w prosty sposób umożliwia odszukanie metadanych przypisanych do określonego identyfikatora, co jest nazywane jego „rozszyfrowywaniem”. „Rozszyfrowywanie” identyfikatorów DOI jest możliwe za pośrednictwem usługi internetowej oferowanej publicznie i bezpłatnie przez Handle System.
Adres URL dla danego DOI (przykładowo dla 10.1000/182) ma postać https://doi.org/10.1000/182 lub https://dx.doi.org/10.1000/182 (przestarzałe). Tak utworzone adresy URL można stosować jako odnośniki do docelowych obiektów na stronach www. W ten sposób można sprawdzić, że przykładowy identyfikator DOI: 10.1000/182 kieruje do opisu Podręcznika DOI. Ponadto na stronach WWW serwisu DOI dostępne są wyszukiwarki obiektów DOI.
Niektóre przeglądarki internetowe umożliwiają bezpośrednie „rozszyfrowywanie” identyfikatorów DOI po zainstalowaniu odpowiedniego dodatku. W polskiej Wikipedii ogólne szablony cytowania oferują pole doi, w którym można przekazać identyfikator DOI, aby móc zrealizować przekierowanie do przywoływanych dokumentów, np. kod „{{cytuj |tytuł = Novel liquid crystalline resins based on MQ siloxanes |doi = 10.1016/j.jorganchem.2006.07.043}}” wyświetla się jako „Novel liquid crystalline resins based on MQ siloxanes, DOI: 10.1016/j.jorganchem.2006.07.043. Brak numerów stron w książce”.
International DOI Foundation opracowała też schemat URI umożliwiający tworzenie adresów internetowych z bezpośrednim użyciem identyfikatorów DOI bez odwoływania się do określonej, zewnętrznej strony www.

## Agencje rejestrujące
Kontrolę nad instytucjami i firmami, które uzyskały prawo do pełnienia roli DOI Registration Agency (RA), sprawuje International DOI Foundation (IDF). Podstawowym zadaniem RA jest przydzielanie Publisher ID wydawcom i zapewnianie infrastruktury umożliwiającej im tworzenie swoich Item ID oraz zarządzanie metadanymi przypisanymi identyfikatorom DOI. IDF oczekuje też od RA, że będą one aktywnie promować system DOI i stale współpracować z IDF nad rozwojem tego systemu.
Istnieje 10 serwisów RA:
1. Airiti(inne języki)
2. CrossRef
3. China National Knowledge Infrastructure(inne języki)
4. DataCite(inne języki)
5. Entertainment Identifier Registry(inne języki)
6. Institute of Scientific and Technical Information of China(inne języki)
7. Japan Link Center(inne języki)
8. Korea Institute of Science and Technology Information(inne języki)
9. Multilingual European DOI Registration Agency
10. Urząd Publikacji Unii Europejskiej

Wielomilionową bazę DOI prowadzi również Wikidata.